# Laval-Saint-Roman
Laval-Saint-Roman (okzitanisch: La Vau de Sant Roman) ist eine französische Gemeinde mit 213 Einwohnern (Stand: 1. Januar 2022) im Département Gard in der Region Okzitanien (bis 2015 Languedoc-Roussillon); sie gehört zum Arrondissement Nîmes und zum Kanton Pont-Saint-Esprit.

## Geografie
Laval-Saint-Roman liegt etwa 53 Kilometer nordnordöstlich von Nîmes und etwa 30 Kilometer nordwestlich von Orange. Umgeben wird Laval-Saint-Roman von den Nachbargemeinden Aiguèze im Norden und Osten, Saint-Christol-de-Rodières im Süden, Issirac im Süden und Südwesten sowie Le Garn im Westen.

## Bevölkerungsentwicklung
| Jahr                      | 1962 | 1968 | 1975 | 1982 | 1990 | 1999 | 2006 | 2017 |
| ------------------------- | ---- | ---- | ---- | ---- | ---- | ---- | ---- | ---- |
| Einwohner                 | 132  | 127  | 134  | 140  | 185  | 201  | 225  | 217  |
| Quelle: Cassini und INSEE |      |      |      |      |      |      |      |      |

## Sehenswürdigkeiten

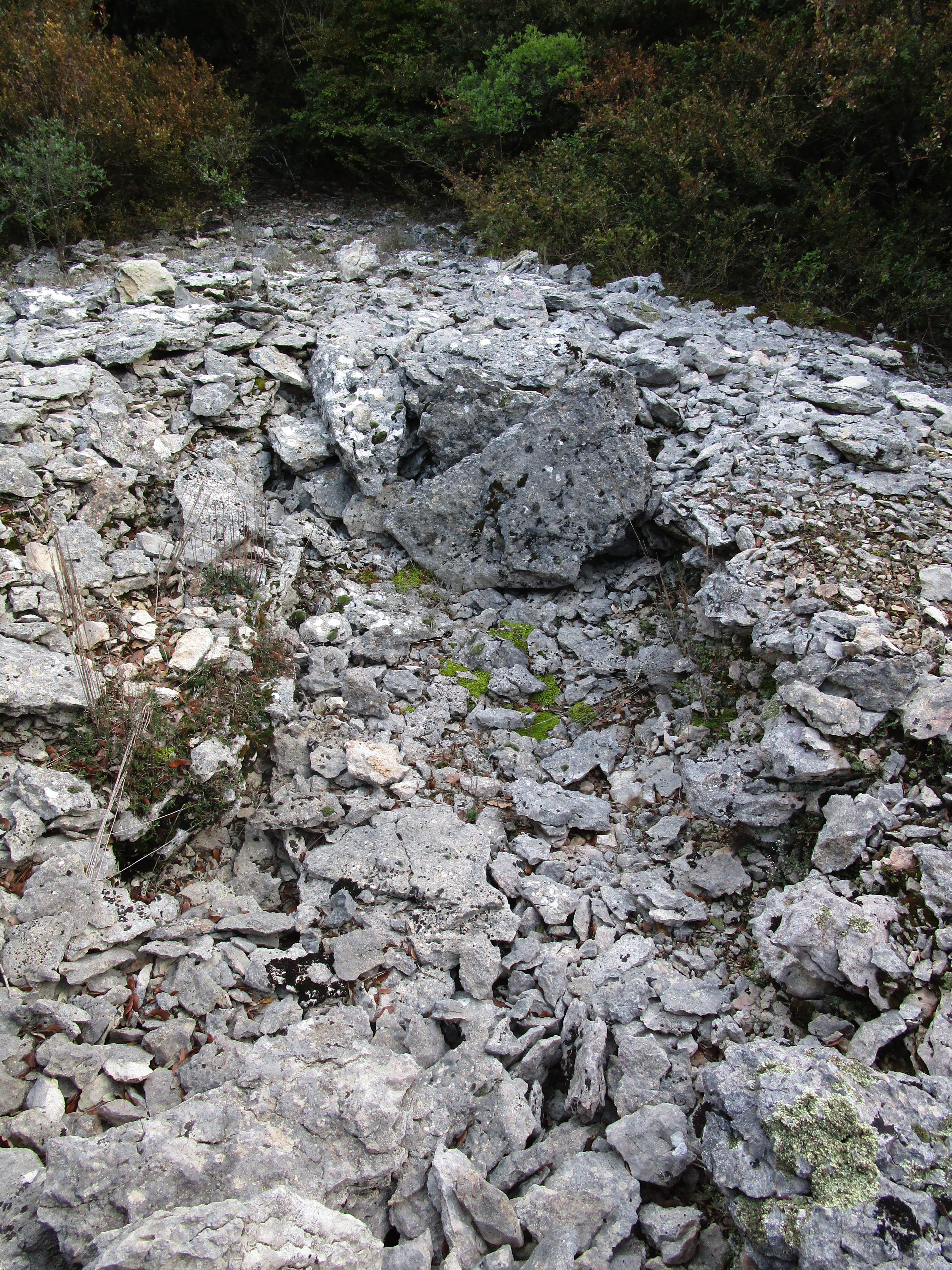
Dolmen Du Bois de Laval
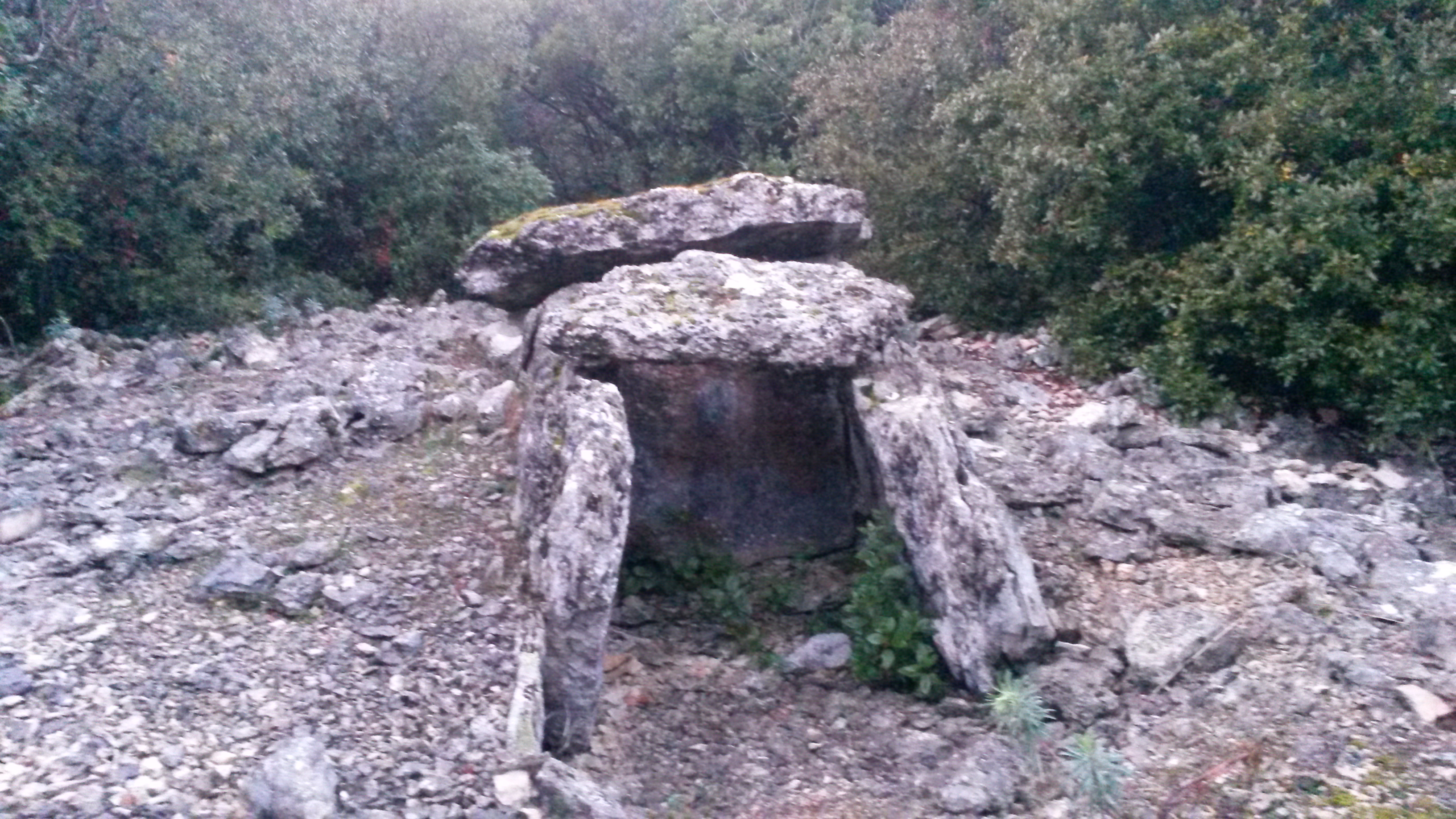
Dolmen du Pié de Mounié
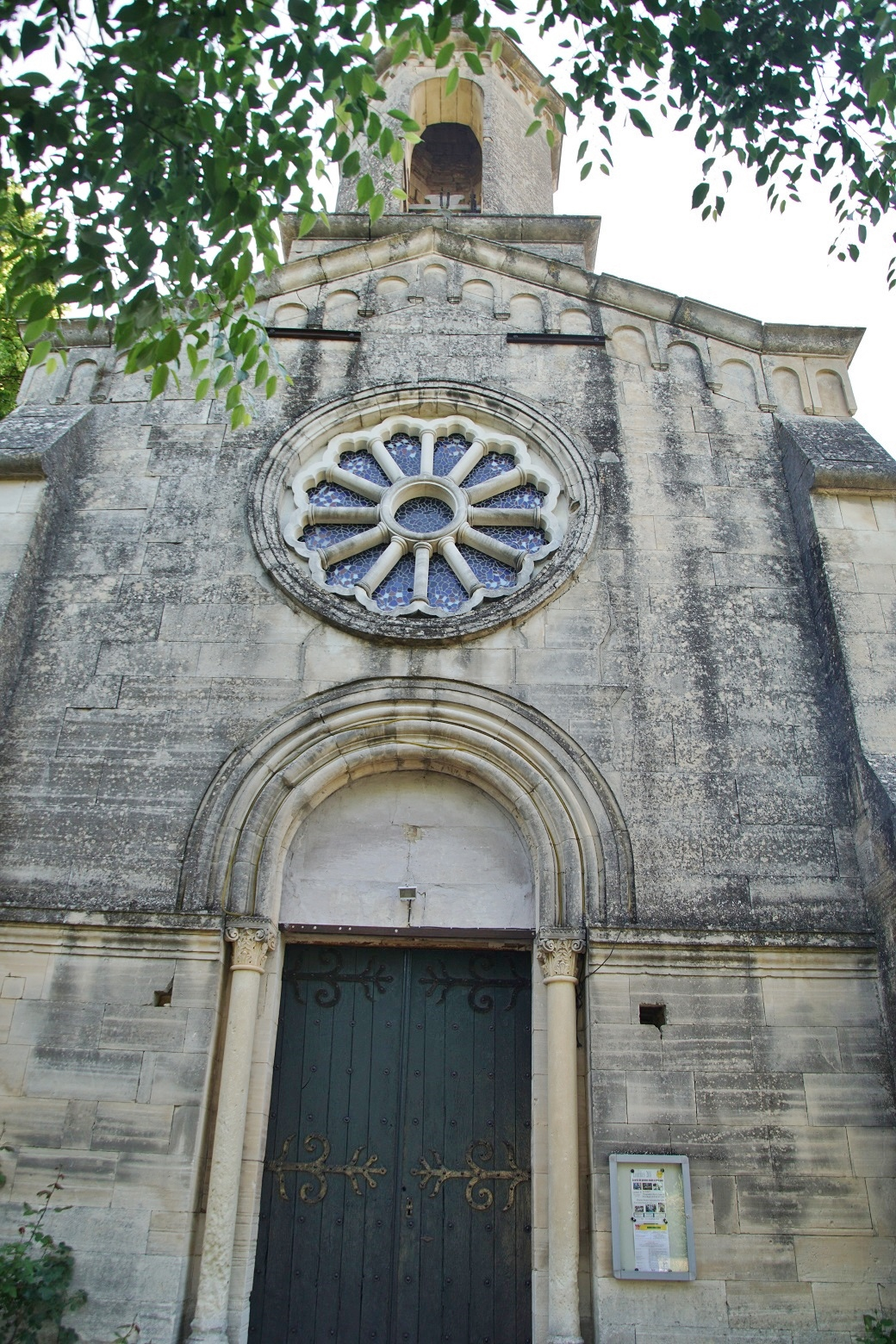
Kirche Sainte-Anne